# Bastardsköldpaddor
Bastardsköldpaddor(Lepidochelys) är ett släkte av sköldpaddor. Släktet beskrev av den österrikiske zoologen Leopold Fitzinger 1843. Bastardskökdpaddor ingår i familjen havssköldpaddor.
I motsats till andra havslevande sköldpaddor som når stranden ensam kommer släktets medlemmar nästan samtidig på land och är synliga som väldiga flockar. Gruppens storlek varierar beroende på strand mellan 1 000 och 500 000 individer. För fortplantningen väljs ett fåtal utvalda stränder. För vetenskapen blev fortplantningssättet känt under 1960-talet. Några platser i Indien upptäcktes under 1990-talet.
Arterna uppsöker stränder i Atlanten vid Surinam, i Indiska oceanen och i Stilla havet.
Exemplaren fångas av människor för köttets, lädrets och äggen skull. Vid Mexikos västra kustlinje utvecklades under 1960-talet en industriell fångst.
Arter enligt Catalogue of Life och Reptile Database:
- Lepidochelys kempii
- Lepidochelys olivacea

IUCN listar Lepidochelys olivacea som sårbar (VU) och Lepidochelys kempii som akut hotad (CR).

## Bildgalleri

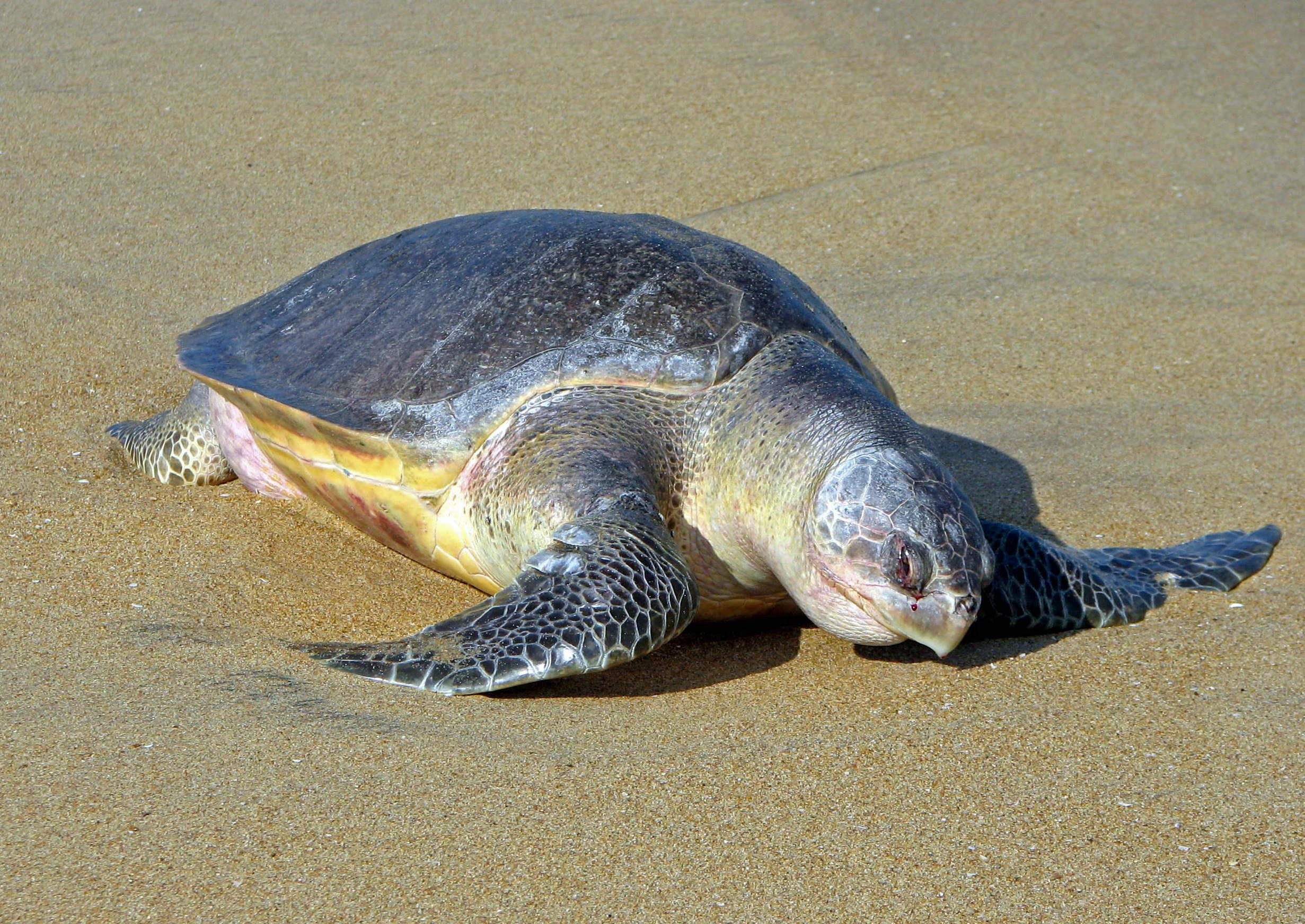